# Nuku (Haʻapai)
Nuku war eine Insel im Archipel Haʻapai, die zum Königreich Tonga gehört. Beim Ausbruch des Hunga Tonga im Januar 2022 wurde die Insel zerstört.

## Geografie
Das Motu lag im Süden von ʻOtu Muʻomuʻa und bildete das Zentrum der Nuku Islands. Zu der Inselgruppe gehören noch Tonumea im Norden und das im Januar 2022 ebenfalls zerstörte Tau, sowie der Kefikana Rock und als südlichste Insel des Archipels Kelefesia.

## Klima
Das Klima ist tropisch heiß, wird jedoch von ständig wehenden Winden gemäßigt. Ebenso wie die anderen Inseln der Haʻapai-Gruppe wird Nuku gelegentlich von Zyklonen heimgesucht.